# 西门吹雪
西门吹雪，是古龙的武侠小说《陆小凤传奇》中武功最絕頂人物之一，也是古龍作品中相當特殊的角色。他衣白如雪、心冷若冰，古龍用「遠山上的冰雪」形容他的孤傲絕俗，冰雪是西門吹雪的標記，而「遠」則強調他與世俗的隔絕——無論是行事風格或人生理想，均與世俗大異。
西門吹雪外號「劍神」，擅长用剑，剑法超绝，境界已經去到無劍勝有劍的境界，只有在對付劍術高明的劍客，才會用劍。他喜穿白衣，面容冷峻。其人不苟言笑，嗜剑如命，取人性命在电光石火之间，視殺人為藝術。所居住的万梅山庄，如西门吹雪这四个字一样，闻之令武林人生寒。西門吹雪頗有「高處不勝寒」的境界，如「每當殺人后，西門吹雪就會立刻變得說不出的孤獨寂寞，說不出的厭倦。 他吹落他劍尖最后的一滴血，只不過像風雪中的夜歸人抖落衣襟上最后一片雪花。 他吹的是雪，不是血。 」
西门吹雪生性冷僻，只有陆小凤這個朋友。他始终以剑道为生命的最高追求，书中大多时候给人无情、冷漠的感觉。他曾与白云城主叶孤城在紫禁之巔決戰，最終戰勝了叶孤城。
西门吹雪唯一的女人就是他的妻子——峨眉四秀之一的孙秀青，并且他们生有一个孩子，因心中有情而致使不能發揮劍道；在紫禁之巔決戰後，西門吹雪離開了妻子，恢復心中無情。在古龍的世界，只有寂寞和無情，才能發揮出劍的最大威力。
根据《陆小凤传奇》改编拍摄的电视剧、电影有很多版本，扮演西门吹雪这一角色的演员有岳華（《陸小鳳之決戰前後》）、黃元申（《陸小鳳》）、凌雲（《英雄對英雄》）、黃仲裕（《陸小鳳 (1984年電視劇)》）、惠天賜（《陸小鳳之鳳舞九天》）、郑伊健（《决战紫禁之巅》）、李铭顺（《陆小凤传奇》）、何润东（《陆小凤传奇》）等。
1. ↑  . www.readingtimes.com.tw.   [2025-08-01]. （原始内容存档于2013-09-29）.
2. ↑  元人, 張貼者：. .   [2025-08-01] （中文（臺灣））.
3. ↑  黃榮達 (asruada0). . asruada0.pixnet.net. 2007-02-05  [2025-08-01] （中文（臺灣））.